# Georgianne Levangie
Pour les articles homonymes, voir Grazer.
Georgianne "Gigi" Levangie Grazer (née en janvier 1963) est une romancière et scénariste américaine. 

## Biographie
Elle a été mariée avec le producteur Brian Grazer. En 2020, elle vit avec le photographe Chris Elise.

## Publications
- (en) The Starter Wife, 2005, 368 p. (ISBN 9780743265027, présentation en ligne)[3]
- (en) The After Wife A Novel, 2012, 298 p. (ISBN 9780345524010, lire en ligne)[4]

## Filmographie
- 2025 : Trust de Carlson Young